# Tulista pumila var. sparsa
Tulista pumila var. sparsa, antigament coneguda com Haworthia sparsa, és una varietat de Tulista pumila del gènere Tulista de la subfamília de les asfodelòidies.

## Descripció
Tulista pumila var. sparsa és una suculenta de creixement lent que forma petites rosetes de fulles triangulars amb molts menys tubercles que en les espècies normals. Les fulles són de color verd oliva a marró violaci, verticals, corbats, de fins a 15 cm de diàmetre i fins a 25 cm d'alçada. Les flors són tubulars, de color blanc terrós i apareixen a l'estiu en inflorescències primes de fins a 40 cm d'alçada.

## Distribució
Aquesta varietat creix a la província sud-africana del Cap Occidental.

## Taxonomia
Tulista pumila var. sparsa va ser descrita per (M.Hayashi) Breuer i publicat a Alsterworthia Int. 16(2): 7 a l'any 2016.
Etimologia
L'epítet varietal sparsa deriva del llatí "sparsus" que significa "dispers" i es refereix a la disposició dels tubercles.
Sinonímia
- Haworthia sparsa M.Hayashi, Haworthia Study 16: 13 (2006). (Basiònim/sinònim substituït)[4]